# Ares (La Coruña)
Ares es un municipio costero español de la provincia de La Coruña (Galicia). Se extiende por la franja costera que va desde la entrada a la ría de Ferrol hasta el puerto de Redes.

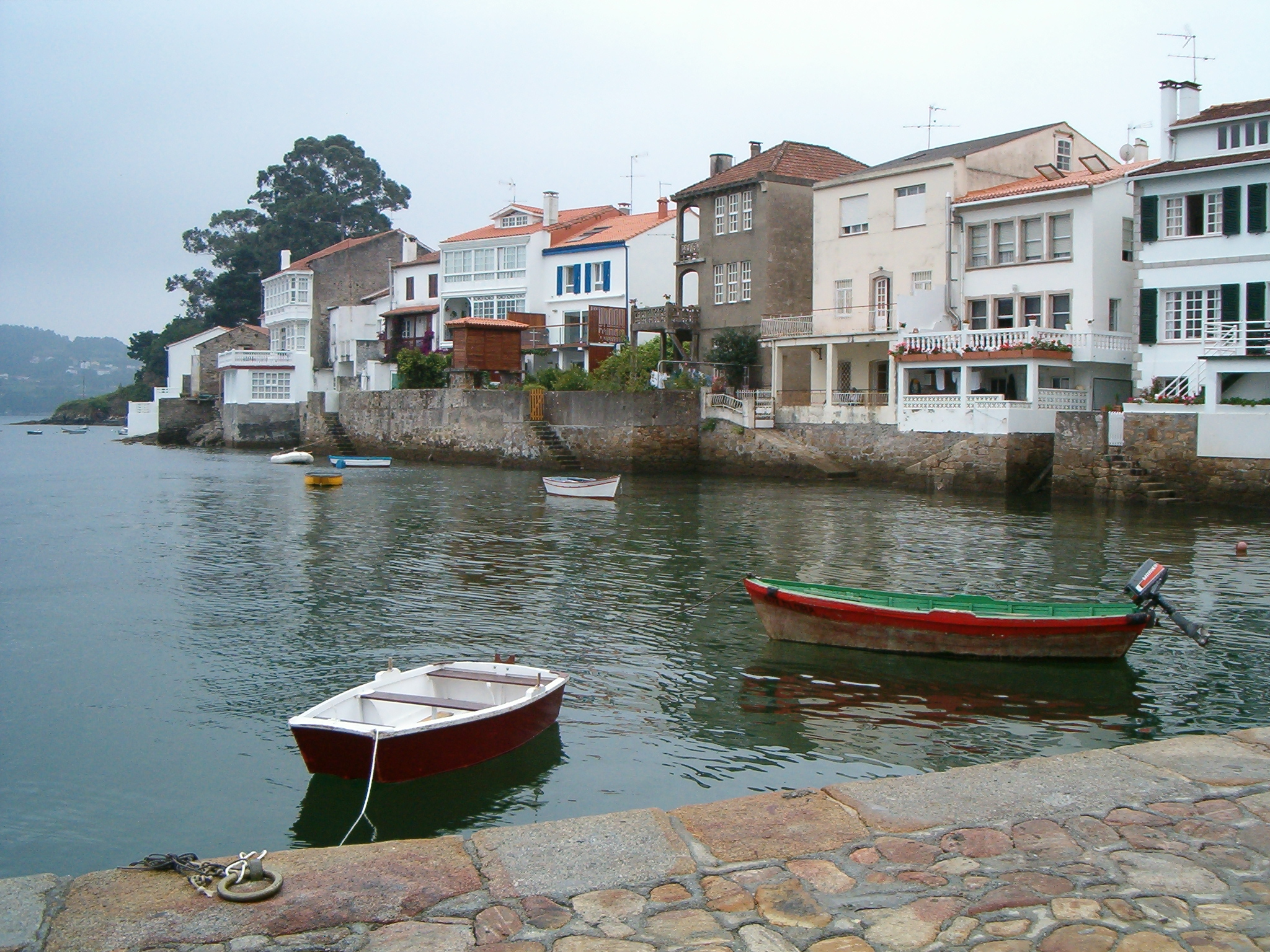
Vista panorámica del pueblo de Redes.

La villa aresana está situada en la orilla de una preciosa ensenada rodeada de playas que suman casi tres kilómetros costeros de arenales de aguas tranquilas.
Las playas más conocidas de Ares son A Rampa, O Cruceiro/A Xunqueira, Redes, Seselle, O Raso, Sabadelle, Río Sandeu y Chanteiro. También hay algunas calas muy bonitas como Estacas y Centeás,ahora con escaleras, y otras muchas calas solitarias de difícil acceso.

## Historia
Fundado por los celtas, existe constancia del paso de romanos, suevos y es destacable el asentamiento de una comunidad de judíos en la Baja Edad Media, que llegaron al pueblo huyendo de la persecución de los Reyes Católicos. Se establecieron en el siglo XV en el barrio de O Porto, a la orilla del mar, para trabajar en el comercio de la sal. La comunidad incluso tenía su propia sinagoga, de la cual se conserva una parte de la estrella de David que hoy sirve de dintel de una casa. En el archivo municipal se hallan nombres de personajes judíos interviniendo activamente en la política y cultura del pueblo.
Está situado en el "seno de los ártabros", pueblo de raza celta que la ocupó y del que quedaron muchos vestigios, así como de otros pueblos que en ella se establecieron o por ella pasaron.
Se desconoce la etimología de Ares, aunque pudiera ser fenicia ya que Ara Solis era una ciudad de este pueblo en Finisterre. El historiador ferrolano Benito Vicetto afirma ser griega y que en Montefaro, monte en cuya ladera está la villa, había un templo al Sol. Hace unos años en unas excavaciones realizadas en terrenos del ex-convento de terciarios de Montefaro apareció una piedra con un disco solar, que pudiera corroborar lo afirmado por el citado escritor. Dicha piedra se halla expuesta en el jardín-museo del citado convento, hoy dependencia militar.
En el mismo monte hay un lugar llamado "Pena Bailadora" que sin duda alude al monumento megalítico celta.
Ares era el nombre que los griegos daban a su dios de guerra Marte. Sin embargo el historiador Verea y Aguilar y también García de la Riega se inclinan por la ascendencia céltica ya que AR o ARU es de raíz céltica e indica Dios y con este nombre y derivados fundaron numerosos pueblos en la zona que ocuparon: Ares, Areosa, Arosa..., que dan fe de lo afirmado.
Ares tiene como escudo de Armas un castillo que, sin duda, hace referencia a los numerosos que guarnecían su territorio: S. Martín de Padilla y Segaño en la ría de Ferrol; Sta. Marina, S. Fernando,. Raso y los que defendían la entrada de su puerto en la ría de Ares. También pudiera hacer alusión a la torre que campea en el escudo de los Andrade de poderosa familia que, junto con el Cabildo de Santiago, ejercía el señorío en el territorio. La Villa era pertenencia del Cabildo de la iglesia de Santiago que nombraba en ella los Justicias y demás cargos públicos a los que luego exigía cuenta de la gestión cada cuatro años en los "Juicios de Residencia". Modernamente se le han añadido al escudo dos cocas sobre las almenas, pájaro que abunda en la ría, según se puede ver en el nuevo edificio consistorial.
De momento se desconoce razas aborígenes anteriores a la celta. De este pueblo han quedado en la toponimia local abundante léxico: Ijobre en San Vicente de Caamouco, parroquia del Ayuntamiento; Castro y Mayobre en Ares; Catro, Cruz de los Castros en la parroquia de Cervás y sobre todos ellos Lubre, el lugar sagrado para este pueblo celta. Por lo citado se ve que abundan los "castros". Aunque ninguno conserva un buen estado debido a la despiadada destrucción sistemática a que fueron sometidos en busca de imaginarios tesoros.
Los romanos también dejaron constancia de su paso como nos lo recuerda el puente de la "Ciscada" y que está sobre la vía que conducía de Ares a Pontumio (Puentedeume). También la toponimia nos indica esta presencia: Coitelada, Agarrios, Outeiro, Torre, Vigo, Porto, Lago...
Los suevos también dejaron impronta en esta tierra: Aten es un lugar de la parroquia de Cervás, que en germano indica padre. Con motivo de un pleito entre el arzobispo Gelmírez y el obispo de Mondoñedo D. Gonzalo, sobre jurisdicción en Bezoucos, arziprestazgo que comprende Ares, en la avenencia a que dio lugar firma como testigo el párroco de Cervás Almóndiz, en el siglo XII, de indudable ascendencia sueva.
De los árabes poco cabe citar ya que aquí no permanecieron y sólo lo hacían en las "razias". los historiadores nos hablan de una batalla en Pontumio con D. Fraguela y también en tiempos de Alfonso II el Casto que libró otras dos contra los árabes en esta Comarca. Aun hoy subsiste en la villa una plaza con el nombre de "Alfolí", de origen árabe.
Mención especial merece la comunidad judía que tuvo Ares donde había una Sinagoga, de la cual se conserva una parte de la estrella de David que hoy sirve de dintel de una casa. El marqués de Lozoya y Ramón Menéndez Pidal citan este dato.
En el archivo municipal se hallan nombres de personajes judíos interviniendo activamente en la política y cultura del pueblo. Hallamos el nombre de D. Manuel de Castro y Almeida, judíos procedentes de Portugal y que llevaban en arriendo las salinas de la Villa.
Los ingleses también apetecieron estas tierras, como sucede en el año 1719 en que desembarcaron en el arenal de Chanteiro, parroquia de S. Pedro de Cervás, en un amago de caer después sobre Vigo. En 1804 y con motivo del cerco de Ferrol la escuadra inglesa se enseñorea de la ría llegando a carenar sus buques en el arenal de Raso.
Los franceses estuvieron dos veces en la villa, en el año 1808 y 1823 de lo que hay abundante testimonio en el archivo municipal.
La Casa de los Andrade, como queda dicho, ejercía su señorío en el municipio y percibía la renta de frutos llamada "Pan de Chanteiro" que se recogía en Lubre, parroquia matriz de la Villa. El más poderoso nombrado de esta familia Fernán Pérez de Andrade o "Bo" edificó en la parroquia de S. Pedro de Cervás, lugar de Chanteiro, la ermita de Ntra. Sra. de la Merced y en Montefaro el monasterio de terciarios de Santa Catalina. Para sustento de la Comunidad les concedió la villa de Mugardos y portazgo del puente de Puentedeume, donde había hospital para peregrinos y capilla donde la comunidad debía celebrar misa en su honor.
También tiene importancia la iglesia románica de Lubre, que era del Cabildo, y que fue parroquia hasta 1720. En su interior hay interesantes losas sepulcrales de familias que dieron notoriedad a la Villa, así como un primitivo altar pétreo. Algún historiador afirma que no debe darse demasiada antigüedad a esta edificación porque se desconoce que en 1753 fue reedificada casi totalmente por el Cabildo, porque amenazaba ruina y uno de los Maestros que intervinieron en la reconstrucción, enviado por el Cabildo fue Francisco de Monteagudo.
Entre las familias hidalgas de Ares podemos citar a los Baamonde, de la que desciende el dictador Francisco Franco por la línea materna, cuyo escudo de armas campea en una casa de la villa. También los Solloso, ilustre familia de escribanos y canónigos tiene su casa solariega en Lubre. Mención especial merece D. Francisco Bermúdez de Castro y Sangro, señor del Piñeiro, hermoso pazo hoy reconstruido, en San Vicente de Caamouco, que se distinguió en la lucha contra los franceses en 1808 y fue comisionado por la Junta Suprema de Galicia a Londres para que recabara del gobierno inglés auxilio para la lucha y el rey Jacobo lo tenía en gran estima y le regaló una tabaquera de oro y brillantes.
También cabe citar entre los hijos ilustres de Ares a los hermanos poetas D. Juan y D. Francisco Trillo Figueroa, pues nacieron en el castillo de S. Martín de Padilla, fuerte que defendía la entrada de ría de Ferrol en términos de Ares, donde su padre era castellano. D. Juan es autor de genealogías y D. Francisco de un poema épico sobre la gesta del Gan Capitán en Italia: "Neapolisea".
En el año 1665 figuraba una petición de Bernardo Tortora para enviar a su hijo Antonio a estudiar a las Universidades de Salamanca, Bolonia y Roma. Figuran también los apellidos Coello, Calamar, Flores, Coronel, Ferro, este último de Betanzos donde eran banqueros.
En 1673 D. Manuel de Castro lleva en arriendo la sal en 5000 ducados por Ares y 3.000 por la de Puentedeume.
La enseñanza tuvo importancia en Ares donde había un importante núcleo de hidalgos que enviaban sus hijos a la Universidad. Así hallamos que en 1646 Alonso de Leiro paga 25 ducados por la estancia de un curso en la Universidad de Santiago de su hijo Juan. El primer Maestro de primeras letras de que tenemos noticia es Alonso de Chanteiro en 1675 que percibía 500 reales al año. 
Debía ser numerosa la colonia estudiantil en Ares por cuanto hallamos que en 1656 se celebra una fiesta en honor de San Roque con comedia y corrida de toros, y en años sucesivos, por iniciativa de los estudiantes hijos de esta villa.
Otro hijo ilustre fue Juan Mariño de la Barrera, que nació en Ares el 6 de noviembre de 1747. Fue colegial de Fonseca, Caballero de la Orden de Carlos III, Alcalde de Casa y Corte, Ministro de Cámara de la Universidad de Alcalá.
A principios del siglo XX los emigrantes de la Villa en la isla de Cuba fundaron la "Alianza Aresana de Instrucción", institución decana en Galicia para la educación.
Riquezas de Ares en tiempos pretéritos el vino. Con el impuesto sobre el vino fueron establecidas las dotaciones en 1844 y que importaban 3.600 reales. Otra riqueza en trance de extinción y que dio fama y renombre a la Villa fue la pesca. Los catalanes le dieron auge y poderío cuando se establecen en Ares en el siglo XVIII.
Hoy la vida en Ares ha tomado otros rumbos de acuerdo con el fenómeno socioeconómico de nuestro tiempo, el Turismo. Ares se ha convertido en una bonita villa veraniega. Tiene buenas playas, Raso, Ares, Chanteiro y vistas panorámicas como la que se divisa desde Montefaro.

## Demografía
Cuenta con una población de 6156 habitantes (INE 2024).
| Gráfica de evolución demográfica de Ares entre 1842 y 2021                                                            |
| |
| Población de derecho según los censos de población del INE. Población de hecho según los censos de población del INE. |

## Organización territorial
El municipio está formado por setenta y seis entidades de población distribuidas en tres parroquias:
- Ares (San José)[7]
- Camouco[10]
- Cervás (San Pedro)

## Economía
La economía de Ares se basaba en la pesca, además del turismo y la agricultura.

## Política
Desde el inicio de la democracia española en 1979, Ares ha contado con 11 corporaciones, 8 de ellas gobernadas por el PSdG-PSOE, 2 por el PPdeG y 1 por el Bloque Nacionalista Galego (BNG).
A partir de 2007 y hasta la actualidad, los socialistas se mantienen con estabilidad en la gestión del municipio, gobernando en solitario durante la legislatura de 2007-2011 y adoptando diferentes pactos con partidos independientes o relacionados con las mareas municipalistas gallegas en el período de 2011-2015 y 2015-2019.
En las elecciones de 2019, la agrupación socialista de Ares obtiene la mayoría absoluta con 7 ediles, con Julio Ignacio Iglesias Redondo como alcalde. 
- Resultado electoral año 2007: PSdeG-PSOE, 5 concejales; PPdeG, 5 concejales; BNG, 2 concejales; NAL, 1 concejal.

- Resultado electoral año 2011: PSdeG-PSOE, 6 concejales; PPdeG, 4 concejales; BNG, 2 concejales; NAL, 1 concejal.

- Resultado electoral año 2015: PSdeG-PSOE, 5 concejales; PPdeG, 3 concejales; BNG, 2 concejales; NAL, 1 concejal; Son de Ares, 1 concejal.

- Resultado electoral año 2019: PSdeG, 7 concejales; PPdeG, 3 concejales; BNG, 2 concejales; NAL, 1 concejal.

Además, el municipio aresano ha contado desde 1979 con los siguientes alcaldes: 
| Alcalde                        | Periodo   | Partido político |
| ------------------------------ | --------- | ---------------- |
| José Cortiñas Gil              | 1979-1983 | PSdeG-PSOE       |
| Rosa Miguélez Ramos            | 1983-1987 | PSdeG-PSOE       |
| Manuel Rodríguez Doval         | 1987-1991 | BNG              |
| Juan José Vilasánchez Pazos    | 1991-1995 | PSdeG-PSOE       |
| Juan José Vilasánchez Pazos    | 1995-1999 | PSdeG-PSOE       |
| José Manuel Cendán             | 1999-2003 | PPdeG-PP         |
| José Manuel Cendán             | 2003-2007 | PPdeG-PP         |
| Julio Ignacio Iglesias Redondo | 2007-2011 | PSdeG-PSOE       |
| Julio Ignacio Iglesias Redondo | 2011-2015 | PSdeG-PSOE       |
| Julio Ignacio Iglesias Redondo | 2015-2019 | PSdeG-PSOE       |
| Julio Ignacio Iglesias Redondo | 2019-2023 | PSdeG-PSOE       |

## Cultura

### Patrimonio

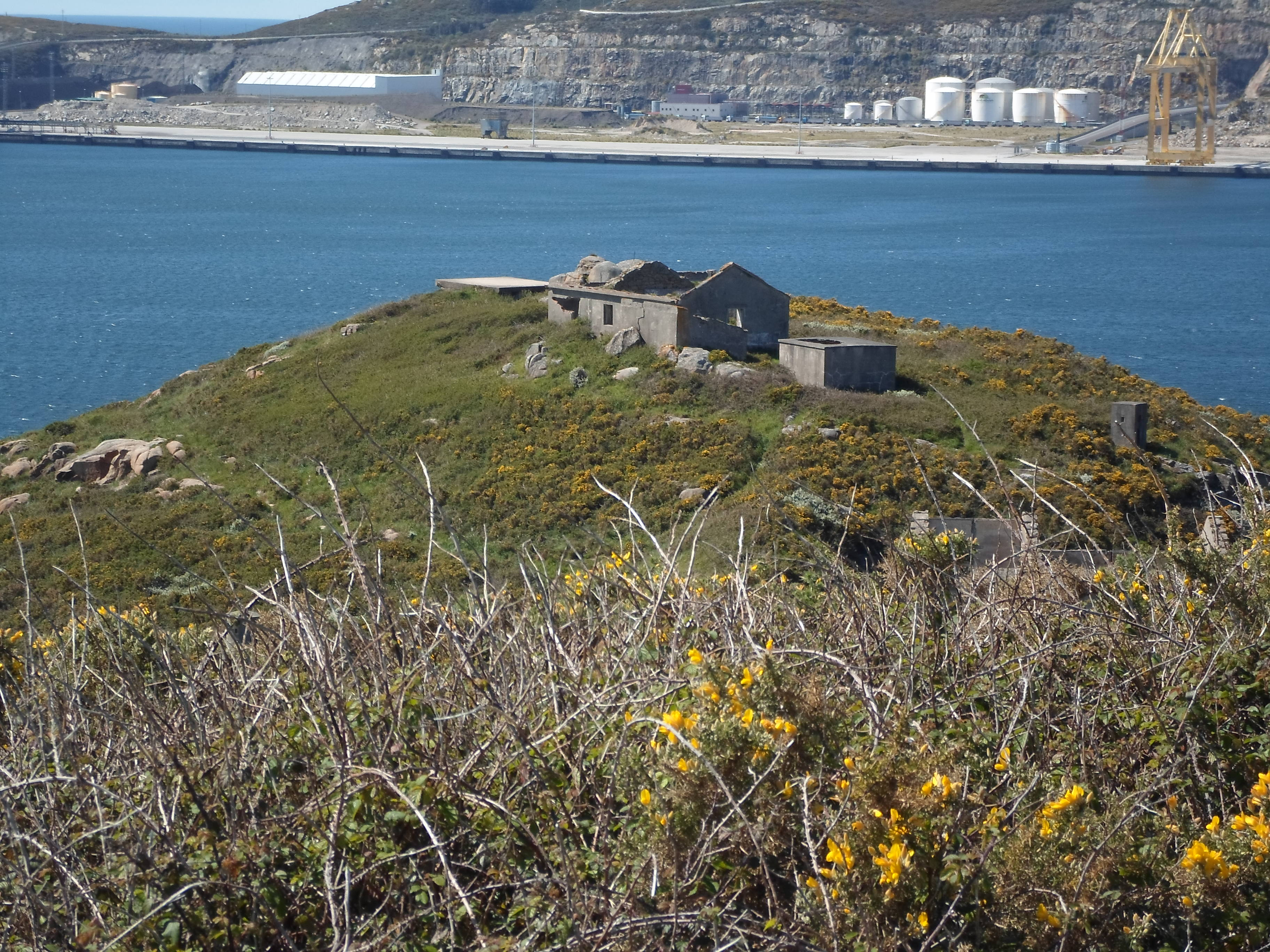
Baterías de Punta Segaño.

Ares cuenta con un estilo arquitectónico muy original, con casas de una sola planta y galerías de madera pintada de colores vivos. Todo el concello se ve salpicado por edificios de arquitectura indiana. Muchos de ellos son de gran belleza y gozan de un casi perfecto estado de conservación. Su tipismo la convirtió en un destino de veraneo muy visitado en los 80 y 90, lo que, a su vez, contribuyó a la propia degradación del entorno arquitectónico, que se vio inundado de casas modernas de varios pisos, aunque hay zonas que aún conservan el encanto original de la villa, como "O Porto" donde abundan las casas de una altura y paredes encaladas que envuelven enrevesadas callejuelas.
El patrimonio indiano es uno de los ejes de su legado histórico, no solo por su atractivo y valor arquitectónico, sino porque ejemplifica el vínculo de Ares con los procesos migratorios del siglo XX. En agosto, el municipio celebra su fiesta indiana (el Ares Indiano) para recordar esta conexión histórica, homenajeando a los emigrantes de la localidad que marcharon de su lugar de origen y regresaron convertidos en mecenas de diversas iniciativas socioculturales en Ares que contribuyeron al progreso del pueblo.
Entre los principales edificios indianos, destaca la Alianza Aresana, la actual biblioteca municipal y también el espacio que acogió la primera sociedad de instrucción gallega, una entidad dedicada a la educación y formación; la Tenencia, escuela de la agrupación instructiva de Redes-Caamouco; el cementerio protestante o la Casa Santa Amalia.
También cuenta con otros lugares de interés histórico, como es el Monasterio de Santa Catalina en Montefaro y las baterías de costa militares de Montefaro, La Bailadora, Punta Segaño y Coitelada.

### Patrimonio inmaterial
En cuanto a las fiestas locales, destacan: O Voto de Chanteiro, O Carmen y sus procesiones marítimas, tanto en Redes como en Ares, San Roque en Ares, San Pedro en Cervás y la festividad del Corpus Christi.
Sobre O Voto de Chanteiro, su celebración se relaciona con la aparición sistemática, en la Edad Media europea, de constantes epidemias. En el año 1404, una de las pestes afectará a la comarca ferrolana y conllevará la muerte de una gran cantidad de personas. Esta tragedia, según la convicción medieval, solo podría ser vencida por intervención divina. La Virgen de Chanteiro, ya desde entontes, contaba con gran devoción entre los pueblos marineros de la zona de Ferrol y su ermita era el conjunto arquitectónico que veían los pescadores al entrar y salir de la ría, saludándola con los remos en alto.
A esta Virgen acudieron los representantes de los pueblos de la comarca para implorar por la desaparición de la peste, justo en los días inmediatos a la Pascua de Pentecostés. La epidemia remitió tras los ruegos y las gentes de la zona decidieron realizar una ofrenda (voto) de agradecimiento a la Virgen: seis libras de cera para iluminar la capilla.
Cada vez que se renovase el Voto, año tras año, se ofrecerían a la Virgen de Chanteiro una flor para ser colocada en sus manos: la flor de Chanteiro, que con el tiempo se transformaría en una barroca canasta ornamentada de flores. Ares, Mugardos, Ferrol y A Graña ofrecían este voto.
Una vez efectuada la ofrenda religiosa, comenzaba una fiesta profana y la romería propiamente dicha. Con el tiempo, la celebración profana fue ganando más fama, al algutinar a cada vez más gente de diferentes lugares, sucediéndose también escándalos y peleas.
Ferrol pidió la conmutación del Voto en 1839. A Graña dejó de ejercer ese derecho desde que en uno de los años de celebración, varias personas se embriagaron y cayeron al mar junto a la imagen de San Roque, en procesión, en la segunda mitad del siglo XIX.
Ares abandonó esta ofrenda después de la Desamortización y la recuperó en 1954. En cuanto a Mugardos, las autoridades dejaron de celebrarla durante la II República, recuperándose después de la Guerra Civil. Los que nunca dejaron de asistir a Chanteiro el martes de Pentecostés fueron los habitantes de las diversas aldeas de la comarca, que continuaron con la devoción a la Virgen milagrosa, en una tradición que ya cumplió más de seiscientos años. En la actualidad, el día del Voto de Chanteiro es fiesta local en Ares y Mugardos.
En lo relativo al Corpus Christi de Ares, la localidad se vuelca en cubrir varias calles del centro con alfombras hechas de flores por las que pasará, al día siguiente, la procesión. La tradición arrancó en 1983, cuando algunos vecinos colocaron en la calle, justo delante de las puertas de sus casas, una mesa con un jarro de flores encima de un pequeño pasillo de espadana, donde pararía la procesión religiosa.
Al año siguiente, los detalles se mantienen e incorporan en una de las calles un gran escudo de Galicia hecho con flores y un diseño más complejo. También en 1984, se confecciona un pequeño tramo de alfombra floral entre dos casas de la misma avenida, con dibujos y cenefas, y será en 1985 cuando la celebración tome carácter oficial con la creación de la Asociación Alfombra Floral de Ares.
A través de la Asociación, la fiesta del Corpus Christi fue ampliando los tramos y llenando el núcleo urbano del pueblo de una muestra de arte efímero. Desde 2011, está declarada Fiesta de Interés Turístico de Galicia y utiliza cerca de quince toneladas de verde y flor. Durante la noche del sábado al domingo, vecinos y vecinas se echan a las calles, repartiéndose el trabajo en distintos grupos, para confeccionar unos diseños que mezclan los elementos abstractos y religiosos con personajes de actualidad y grandes conmemoraciones.
Ares cuenta además con dos cámpines cercanos a sendas playas, hotel, diversidad de bares para el relax diurno, así como para el ocio nocturno y lugares donde disfrutar de la gastronomía local.
Hay varias rutas de senderismo y mountain bike por las que se puede disfrutar de maravillosas vistas, como la de Montefaro, con las Rías Altas y un Océano Atlántico siempre custodiado por la Torre de Hércules.